# 朱楊申國家公園

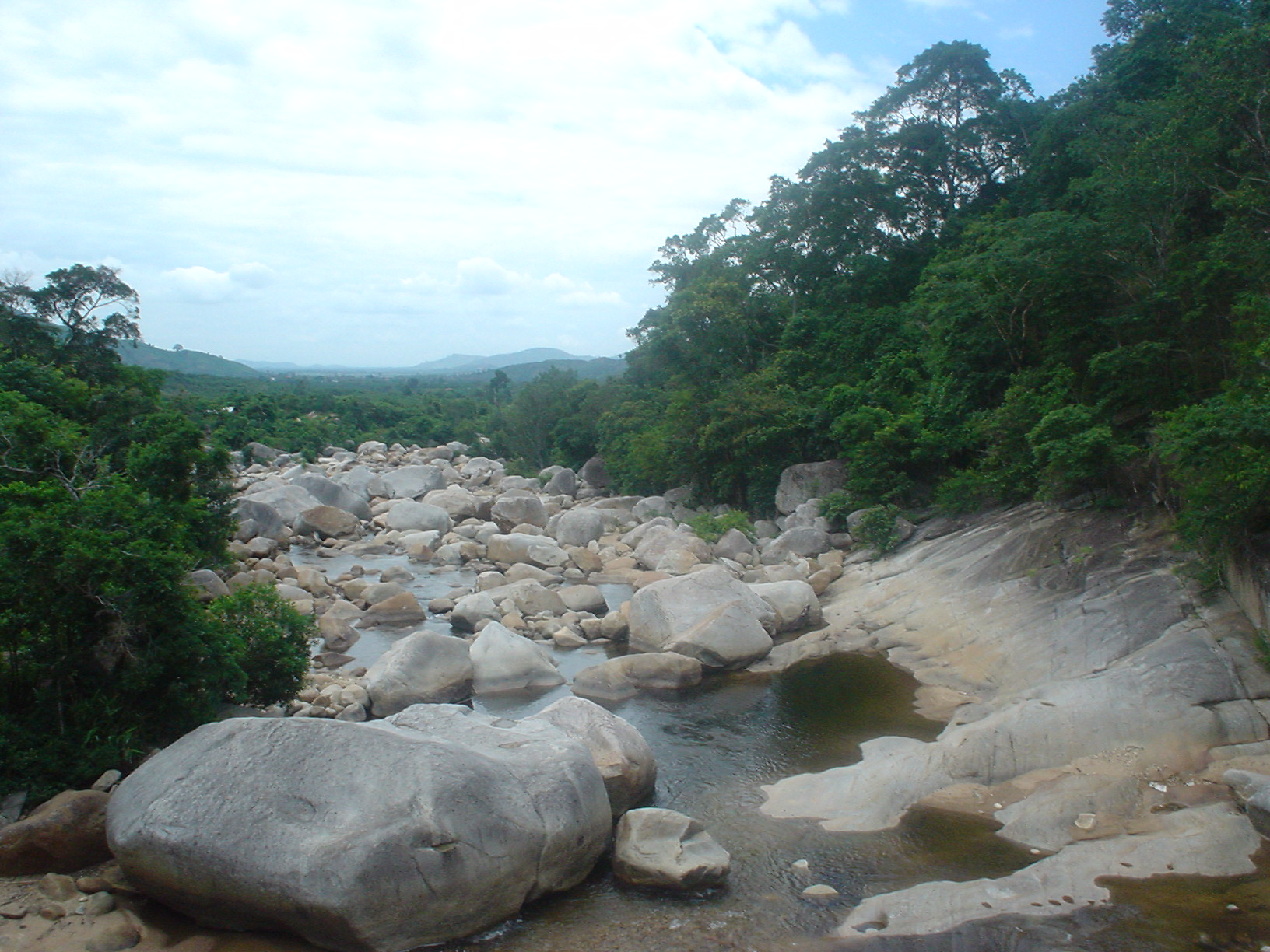

12°52′37″N 108°26′17″E / 12.87694°N 108.43806°E
朱楊申國家公園是越南的國家公園，位於該國南部西原地區，處於多樂省，成立於2002年7月12日，面積589平方公里，有203種鳥類、46種哺乳類等野生動物棲息。
公园得名于申神岳（又作朱扬申山、楊申山、揚辛山）的主峰朱杨申顶。申神岳是林园高原的主要山脉之一，朱杨申顶是林园高原的最高点。